# Lena (Missisipi)
Lena – miasto w Stanach Zjednoczonych, w stanie Missisipi, w hrabstwie Leake.